# Домбаровский сельсовет
Домбаровский сельсовет — сельское поселение в Домбаровском районе Оренбургской области Российской Федерации.
Административный центр — село Домбаровка.

## История
9 марта 2005 года в соответствии с законом Оренбургской области № 1898/326-III-ОЗ образовано сельское поселение Домбаровский сельсовет, установлены границы муниципального образования.

## Население
| 2010  | 2012  | 2013  | 2014  | 2015  | 2016  | 2017  |
| ----- | ----- | ----- | ----- | ----- | ----- | ----- |
| 2438  | ↘2327 | ↘2283 | ↘2204 | ↘2188 | ↘2135 | ↘2095 |
| 2018  | 2019  | 2020  | 2021  |       |       |       |
| ↘2026 | ↘1981 | ↘1877 | ↘1803 |       |       |       |

## Состав сельского поселения
| № | Населённый пункт | Тип населённого пункта       | Население |
| - | ---------------- | ---------------------------- | --------- |
| 1 | Архангельское    | село                         | 281       |
| 2 | Бояровка         | село                         | 124       |
| 3 | Голубой Факел    | посёлок                      | 865       |
| 4 | Домбаровка       | село, административный центр | 809       |
| 5 | Камсак           | село                         | 289       |
| 6 | Кужанберля       | село                         | 70        |